# Penumbra: Necrologue
Penumbra: Necrologue è un videogioco a tema survival horror prodotto e sviluppato da CounterCurrent Games nel 2014 e pubblicato sulla piattaforma Steam in forma gratuita il 6 febbraio 2015, sequel non ufficiale dell'omonima serie prodotta dalla casa svedese Frictional Games. Si tratta di una fan-made mod del gioco Amnesia: The Dark Descent benché la storia riguardi interamente quella della serie Penumbra ed è stata pubblicata come omaggio alla casa svedese. 
Il titolo ha ricevuto il premio Moddb MOD Of The Year 2014 come best single-player e nell'ottobre 2015 ne è stata prodotta l'espansione Penumbra: Twilight Of The Archaic.

## Trama
La vicenda riprende esattamente dal finale di Penumbra: Black Plague, quando Philip, seduto davanti al computer dopo aver avuto a che fare col Tuurngait, viene tramortito alle spalle. È risvegliato da Clarence, inspiegabilmente ancora nella sua testa, il quale, col suo tono cinico e canzonatorio, invita Philip a proseguire e a trovare una via d'uscita poiché egli si annoia come residente fisso nella sua mente. Attraverso il computer usato in precedenza, Philip viene contattato da Amabel Swanson, miracolosamente viva, la quale è felice di risentirlo e gli spiega che è venuta a sapere che una squadra di soccorritori sta raggiungendo il complesso Shelter (la base scientifica sita in Groenlandia dove si svolgono le vicende di Penumbra) e sta mandando segnali a tutti i computer della Base in cerca di sopravvissuti. 
Il protagonista dovrà farsi strada fra claustrofobici corridoi e inquietanti creature tenendosi periodicamente in contatto sia con Amabel che con Jayla Kwon, un membro della squadra di salvataggio tramite una ricetrasmittente che Philips troverà. Una volta superata una zona abbandonata della stazione (considerata fra le più pericolose ancor prima della diffusione del virus Tuurngait) le cose si complicheranno per Philip quando sia Jayla che il resto della sua squadra verranno uccisi da un gigantesco verme (probabilmente lo stesso che si vedrà nei titoli precedenti di Penumbra) e così il protagonista sarà costretto a raggiungere Amabel al centro meteorologico sito in superficie attraverso dei giganteschi ponti telecomandati; quando Philip riesce a manovrare l'ultimo ponte che lo collega alla stanza dove si trova la scienziata superstite, questo cede e cadendo da molti metri di altezza, il protagonista si ritrova sbattuto nel sottosuolo in corrispondenza delle vecchie miniere abbandonate (le stesse dove ha inizio l'avventura in Penumbra: Overture. 
Da qui dovrà procedere attraverso l'unica uscita che si trova in direzione opposta ad Amabel ed andando sempre più in profondità Philip si ritroverà nella famosa tomba del Tuurngait; un gigantesco e labirintico sepolcro la cui stanza interna è accessibile soltanto attraverso un misterioso quanto antico marchingegno. Una volta entrato nel cuore del sepolcro, Philip si ritroverà di fronte all'entità suprema Tuurngait il quale gli chiederà infuriato la ragione del suo tradimento e dell'odio nei suoi confronti. Rinchiudendolo nella sua mente, sarà di nuovo sottoposto a delle prove (come in Penumbra: Black Plague) nel quale il protagonista vede e insegue suo padre. Alla fine delle prove, Philip dovrà salire fino in cima ad una torre e qui sarà sottoposto dall'entità ad una scelta che condizionerà il finale del gioco.

### Finali
Vi saranno 2 finali principali (considerando che uno dei 2 si divide a sua volta in due sottofinali diversi si avranno un totale di 3 finali) coi quali concludere il gioco, a seconda della scelta che farà il giocatore una volta che sarà in cima alla torre. Davanti a Philip si materializzeranno suo padre Howard a destra ed un portale a sinistra, si dovrà decidere se seguire il padre od entrare nel portale.
- Se si seguirà Howard, egli si butterà dalla torre e Philip lo seguirà buttandosi anche lui a capofitto. Si ritroverà all'interno delle miniere abbandonate nel punto corrispondente all'inizio del primo capitolo Penumbra: Overture. Qui si avrà un'altra scelta, se proseguire all'interno delle miniere (e dunque ricominciare tutta l'avventura da capo) oppure uscire in superficie sulla banchisa polare per ricongiungersi con l'imbarcazione che ha portato il protagonista in Groenlandia.
- Se si entrerà nel portale, si vedrà Howard buttarsi giù dalla torre e tutto diventerà buio. Riaperti gli occhi, ci ritroveremo sulla scalinata a chiocciola della torre e saremo costretti a fuggire giù per le scale poiché l'intera struttura è in procinto di crollare per poi uscire finalmente dalla porta in fondo dalla quale proviene un fascio di luce. Nella scena finale il protagonista si rivedrà a casa sua mentre accende un videoproiettore in camera, tutto ciò che è accaduto in Groenlandia sarà lasciato alle spalle una volta per tutte.

## Modalità di gioco
Il gioco presenta lo stile analogo ai capitoli prodotti da Frictional Games quali i titoli della serie Penumbra ed il gioco Amnesia: The Dark Descent, con un'interazione dell'ambiente circostante e risoluzione degli enigmi basata sulla fisica. Sfruttando lo stesso motore grafico HPL Engine sviluppato dalla casa svedese, il team della CounterCurrent Games ha puntato sul ricreare l'ambientazione e l'atmosfera che caratterizzano i titoli sopra menzionati.
Il protagonista dovrà farsi largo utilizzando la torcia come mezzo principale per illuminare zone buie (la quale necessita di batterie da trovare in giro per evitare che si scarichi), azionando leve, risolvendo enigmi ed evitare i nemici. Anche qui, gli unici modi per sopravvivere alle creature che infestano il complesso scientifico abbandonato consisteranno nel nascondersi o fuggire, in alcuni punti del gioco la fuga sarà obbligatoria. Non sarà possibile difendersi attivamente né preparare trappole mortali. 
Si dovrà fare uso degli antidolorifici qualora si fosse feriti e si avrà a che fare con strani e misteriosi artefatti che emanano luce propria come nei titoli precedenti, insieme a nuovi tipi di artefatto. Oltre ad aree completamente nuove, Philip si ritroverà in vecchie zone viste in precedenza come le celle di clausura in Penumbra: Black Plague e la vecchia miniera abbandonata infestata dai cani in Penumbra: Overture.

## Penumbra: Prisoner Of Fate
Il team della CounterCurrent Games è al lavoro sul progetto di un nuovo capitolo fan-made della serie Penumbra presentata come Penumbra: Prisoner Of Fate e sarà una mod di Soma, l'ultimo prodotto attuale della Frictional Games.